# 以色列入侵叙利亚 (2024年至今)
在2024年12月7日至8日的大马士革战役及阿萨德政权倒台期间，以色列國防軍在叙利亚库奈特拉省发起军事行动。以色列装甲部队推进至叙以戈兰高地之间的缓冲区，并使用火炮袭击位于叙利亚一侧的村庄。这次行动标志着以色列军队在50年来首次越过叙利亚边界围栏，此前在1973年赎罪日战争后的1974年5月31日，双方签署了停火协议。
大马士革沦陷后，以色列总理本雅明·内塔尼亚胡表示，由于签约方仅代表叙利亚政府军，《部隊脫離接觸協議》已不再有效，為防止任何可能的威脅，他命令以色列国防军重新占领1974年撤出的紫綫，直至與敘利亞新政府達成新協議，此外还针对叙利亚的化学武器和弹药进行轰炸，以防止它们落入“恐怖分子之手”。叙利亚新政府表示以色列已经越线但不会与之冲突，也没有安排部队抵抗。
2025年，敘利亞發生醫院屠殺案件，以色列以由於德魯茲人受到攻擊以及存在威脅為由，對大馬士革以及其他地方進行轟炸。

## 过程

### 2024
自12月7日以来，聯合國脫離接觸觀察員部隊观察到以色列国防军在隔离区内和停火线沿线的行动大幅增加，自2024年7月以来，以色列国防军一直在那里修建反机动障碍物。
当叙利亚反对派首次占领南部城镇哈德尔时，以色列国防军曾越过边界，阻止对该地区一处联合国哨所的攻击。UNDOF告诉以色列国防军，以色列国防军的行为违反了1974年的部隊脫離接觸協議。
2024年12月8日，以色列陆军广播电台报道称，包括主战坦克在内的以色列装甲部队在清晨中越过戈兰高地的既定边界。以色列陆军广播表示，以色列国防军及北方司令部发起这次行动是为了加强与叙利亚的边界防御。
以色列的军事推进延伸至库奈特拉省，大批部队进入汗阿尔纳巴镇。同时，以色列空军对叙利亚南部的武器储存库设施展开打击，以防这些武器落入反对派手中。此外，以色列国防军在缓冲区加强了他们的军事部署。叙利亚媒体报道称，以色列部队已推进至新库奈特拉市的市中心。
在以色列特种部队推进至库奈特拉省及叙利亚一侧的黑门山后，总理内塔尼亚胡发表声明称，随着叙利亚士兵放弃在戈兰高地的阵地，1974年的停火协议已宣告失效，以色列将“暂时”占领该地区，以“确保没有敌对势力在以色列边界附近扎根”。在接管期间，以色列国防军要求边境城镇的居民留在室内，直至进一步通知。同时，以色列以防止前敘利亞政府軍的戰略武器落入伊斯蘭極端分子手中為由对大马士革、拉塔基亚港及叙利亚南部其他地区的敘利亞軍事設施以及海軍艦艇进行炮击和上百次空袭。以色列方面表示摧毀了敘利亞70%以上的军事力量、90％的地对空导弹。到12月10日，以色列坦克已抵达距大马士革25公里远的盖泰纳。
12月17日，以色列总理内塔尼亚胡进入以色列占领的缓冲区視察，这是在任以色列领导人首次进入叙利亚领土。
12月25日，以色列军队越过戈兰高地缓冲区，繼續向叙利亚境内的几个地点推进。

### 2025
2025年開始，敘利亞各地陸續回報新政府軍屠殺反叛區平民的消息，當局則否認涉案並稱會採取調查。但7月16日，以色列国防军轰炸了位于大马士革的叙利亚总参谋部入口。
以方称此举是一次警告，理由除了為了保護德魯茲人之外，並稱是叙利亚军队为平息2025年7月叙利亚南部冲突而在苏韦达地区进行部署，从而引发了以方的安全关切。随后，更猛烈的空袭以叙利亚军事总部建筑群为目标，对主楼造成了巨大破坏；后来的空袭则瞄准了叙利亚总统府的周边地区。叙利亚卫生部报告称，袭击至少造成3人死亡、34人受伤。同日，以色列还对苏韦达和德拉两省的多个目标实施了空袭，包括萨拉军事空军基地及其他军事目标。